# Joan Chittister
Joan D. Chittister (nacida el 26 de abril de 1936) es una monja benedictina estadounidense, periodista y escritora.
La hermana Joan estudió en la Universidad de Notre Dame y obtuvo su doctorado en la Universidad de Pensilvania especializándose en teoría de la comunicación. Durante un año fue profesora invitada en la Universidad de Cambridge (Inglaterra).
Es autora de 35 libros sobre vida religiosa, espiritualidad y teología cristiana y es considerada uno de los referentes internacionales en temas como la mujer en la Iglesia católica, la opción por los pobres, la paz, la justicia y, en general, los temas candentes de la Iglesia y sociedad contemporánea.
Ha sido galardonada en siete ocasiones con el Catholic Press Association Award.
Actualmente escribe una columna diaria en la web del National Catholic Reporter, titulada From Where I Stand .
Pertenece a la comunidad benedictina de Erie, en Pensilvania, Estados Unidos, donde ha servido como priora durante 12 años. Es también la fundadora y actual directora ejecutiva de Benetvision [www.benetvision.org], un centro de recursos e investigación para la espiritualidad contemporánea radicado también en Erie. Pertenece a Global Peace Initiative of Women, organización auspicidada por la ONU para formar mujeres líderes en los campos de la fe y la paz, especialmente en Oriente Medio.
Ha recibido once doctorados honoríficos y numerosos galardones, incluyendo el de la revista US Catholic por promover las causa de las mujeres en la Iglesia, el premio Thomas Merton en 2001, el galardón a alumnos distinguidos de la Universidad del Estado de Pensilvania, y el premio Thomas Dooley de la asociación de alumnos de la Universidad de Notre Dame (Estados Unidos).